# Condado de Vermillion (Indiana)
El condado de Vermillion es un condado estadounidense, situado en el estado de Indiana. Según el censo de los Estados Unidos del 2000, la población es de 16 788 habitantes. La cabecera del condado es Newport. 

## Geografía
Según la Oficina del Censo de los Estados Unidos, el condado tiene un área total de 673 km² (260 millas²). De éstas 666 km² (257 mi²) son de tierra y  8 km² (3 mi²) son de agua. 

### Colindancias
- Condado de Warren - norte
- Condado de Fountain - noreste
- Condado de Parke - este
- Condado de Vigo - sur
- Condado de Edgar - suroeste
- Condado de Vermilion - noroeste

## Historia
El Condado de Vermillion se formó el 1 de febrero en 1824. Su nombre se debe al Río Vermilion, el cual fluye cerca del condado. La "l" extra es para distinguirlo de su condado vecino, el Condado de Vermilion.

## Demografía
Según el censo del año 2000, hay 16 788 personas, 6762 cabezas de familia, y 4713 familias que residen en el condado. La densidad de población es de 25 hab/km² (65 hab/mi²). La composición racial tiene:
- 97.75% Blancos (No hispanos)
- 0.64% Hispanos (Todos los tipos)
- 0.26% Negros o Negros Americanos (No hispanos)
- 0.16% Otras razas (No hispanos)
- 0.12% Asiáticos (No hispanos)
- 0.80% Mestizos (No hispanos)
- 0.24% Nativos Americanos (No hispanos)
- 0.02% Isleños (No hispanos)

Hay 6762 cabezas de familia, de los cuales el 30.80 % tienen menores de 18 años viviendo con ellos, el 57.30 % son parejas casadas viviendo juntas, el 9.00 % son mujeres que forman una familia monoparental (sin cónyuge), y 30.30% no son familias. El tamaño promedio de una familia es de 2.94 miembros.
En el condado el 23.80%% de la población tiene menos de 18 años, el 8.10% tiene de 18 a 24 años, el 27.50% tiene de 25 a 44, el 24.90% de 45 a 64, y el 15.80% son mayores de 65 años. La edad media es de 39 años. Por cada 100 mujeres hay 95 hombres. Por cada 100 mujeres mayores de 18 años hay 92 hombres.
Tabla de la evolución demográfica:
|       | 1900   | 1910   | 1920   | 1930   | 1940   | 1950   | 1960   | 1970   | 1980   | 1990   | 2000   |
| ----- | ------ | ------ | ------ | ------ | ------ | ------ | ------ | ------ | ------ | ------ | ------ |
| TOTAL | 16 788 | 16 773 | 18 229 | 16 793 | 17 683 | 19 723 | 21 787 | 23 238 | 27 625 | 18 865 | 15 252 |

## Economía
Los ingresos medios de un cabeza de familia el condado es de $34 837 y el ingreso medio familiar es $41 809. Los hombres tienen unos ingresos medios de $32 279 frente a $22 647 de las mujeres. El ingreso per cápita del condado es de $18 579. El 9.50% de la población y el 6.30% de las familias están debajo de la línea de pobreza. Del total de gente en esta situación, 10.40% tienen menos de 18 y el 12.6% tienen 65 años o más.

## Ciudades y pueblos
| - Cayuga - Clinton - Dana - Fairview Park - Newport - Perrysville - Universal |

### No incorporados
| - Alta - Blanford - Bono - Centenary - Eugene | - Flat Iron - Gessie - Highland - Hillsdale - Jonestown | - Klondyke - Rhodes - Rileysburg - Saint Bernice - Summit Grove | - Syndicate - Tree Spring |

## Sitios de interés
- Parque Ernie Pyle Rest
- Parque Miller
- Parque Sportland
- Lago Chew
- Lago Shell

## Curiosidades
El grupo estadounidense de metal Slipknot ha hecho varias canciones sobre este condado como Vermillion Pt. 1 y otras.